# Cándido De Nicola
Cándido De Nicola (nacido el 15 de mayo de 1910 - fallecido el 27 de julio de 1975) fue un futbolista argentino. Se desempeñaba como arquero y su primer club fue Almagro. 

## Carrera

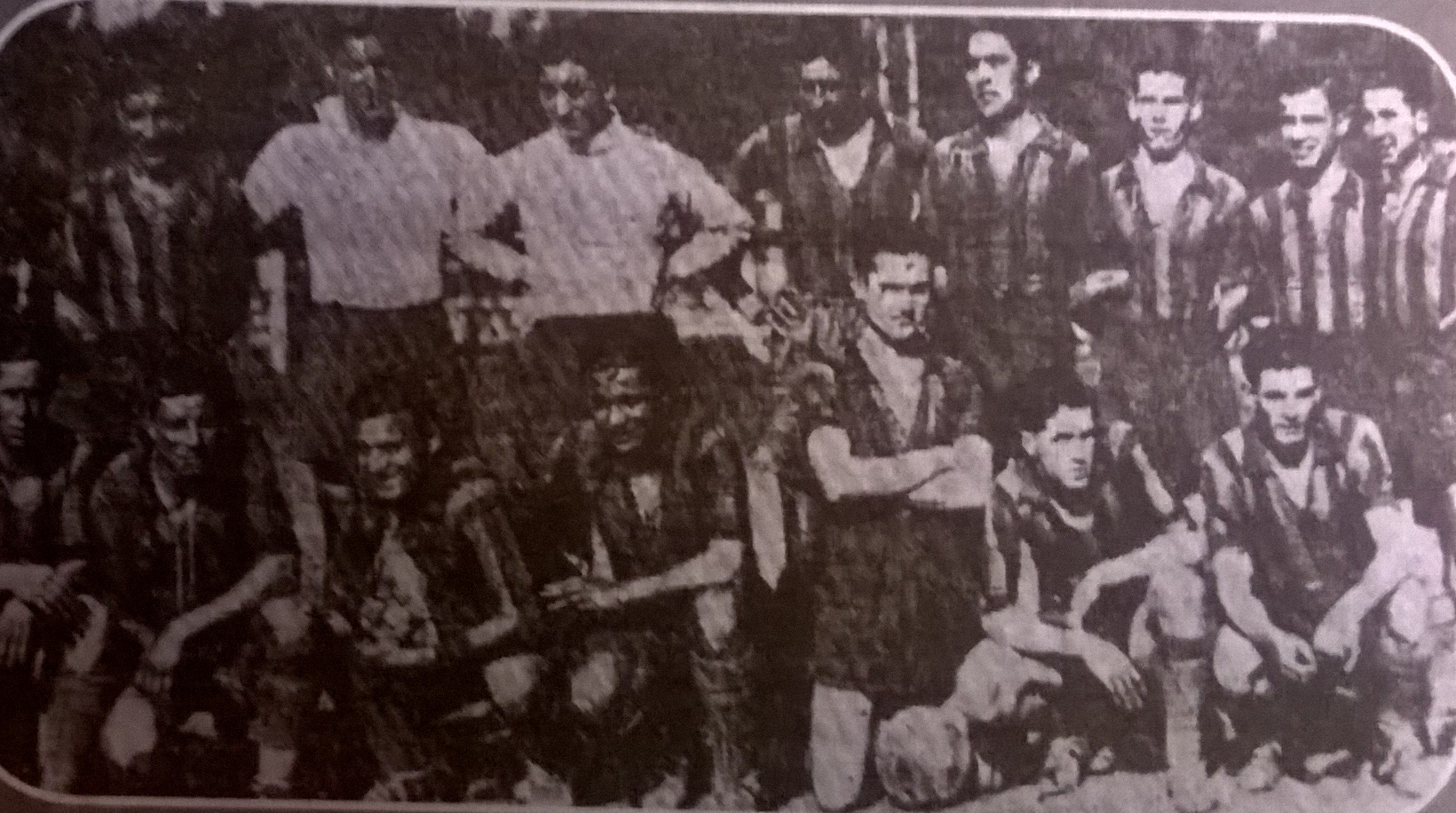
Rosario Central en 1935. Parados: Rafael Luongo, Pedro Aráiz, Cándido De Nicola, Germán Gaitán, Justo Lescano, Alfredo Fógel, Atilio Orihuela, Félix Ferreyra; hincados: Juan Cerro, Ignacio Díaz, Oscar Díaz, Sebastián Guzmán, Roberto D'Alessandro, Harry Hayes (hijo), Aníbal Maffei.

Inició su carrera en el cuadro tricolor en 1930, pasando a Huracán al año siguiente, con el comienzo del profesionalismo. En el cotejo del 5 de junio de 1932, De Nicola recibió por parte del Diario Crítica una medalla de oro al finalizar el partido que enfrentó a Huracán con River Plate sin recibir goles por parte de Bernabé Ferreyra, quien había convertido en las doce fechas iniciales del Campeonato de Primera División, motivando la institución del reconocimiento por parte del periódico. En 1933 pasó a Racing Club, siendo suplente de Juan Botasso. y ganando la Copa de Competencia de la Liga Argentina 1933. En 1935 cerró su carrera en Rosario Central, club que aún se encontraba disputando los torneos de la Asociación Rosarina de Fútbol con su primer equipo. Su debut en la valla auriazul sucedió el 30 de junio, cuando Rosario Central venció 6-1 a Washington por la tercera fecha del Torneo Gobernador Luciano Molinas, certamen de liga en el que el canalla obtendría el subcampeonato. De Nicola completó el torneo acumulando 16 presencias con 14 tantos recibidos.

## Clubes
| Club            | País      | Año       |
| --------------- | --------- | --------- |
| Almagro         | Argentina | 1930-1931 |
| Huracán         | Argentina | 1931-1932 |
| Racing Club     | Argentina | 1933-1934 |
| Rosario Central | Argentina | 1935      |

## Palmarés

### Copas nacionales
| Título              | Club        | País      | Año  |
| ------------------- | ----------- | --------- | ---- |
| Copa de Competencia | Racing Club | Argentina | 1933 |